# Blastodiplosis jujubae
Blastodiplosis jujubae är en tvåvingeart som beskrevs av Grover och Madhu Bakhshi 1978. Blastodiplosis jujubae ingår i släktet Blastodiplosis och familjen gallmyggor. Inga underarter finns listade i Catalogue of Life.